# Wybrzeże Stanisława Wyspiańskiego we Wrocławiu
Wybrzeże Stanisława Wyspiańskiego – ulica we Wrocławiu przebiegająca nabrzeżem wzdłuż Odry, na odcinku obejmującym Przekop Szczytnicki oraz fragment Odry Głównej – Odra Górna, na wschód od ścisłego centrum miasta, w obrębie osiedla Nowe Szczytniki.
Obecnie zaczyna się przy Moście Grunwaldzkim i łączy go z Mostem Zwierzynieckim. Wytyczona jest po dawnej nadbrzeżnej drodze (Ufer Gasse, Ufer Zeile) pomiędzy Josefstraße (ul. św. Józefa) a Schul Gasse (ul. Hoene-Wrońskiego).
Ulica była gęsto zabudowana już przed połową wieku XVIII; w roku 1867 została poszerzona, a w 1904 przedłużona do Paßbrücke (mostu Zwierzynieckiego) – na wschód – wobec planów utworzenia we Wrocławiu Królewskiej Wyższej Szkoły Technicznej, której zabudowania zaczęły powstawać w 1905, a działalność rozpoczęła się w 1910. Zabudowa ulicy kontynuowana była do lat 30. XX wieku, m.in. w latach 1925-1928 powstało przy tej ulicy południowe skrzydło gmachu Szkoły (obecnie gmachu głównego Politechniki Wrocławskiej).

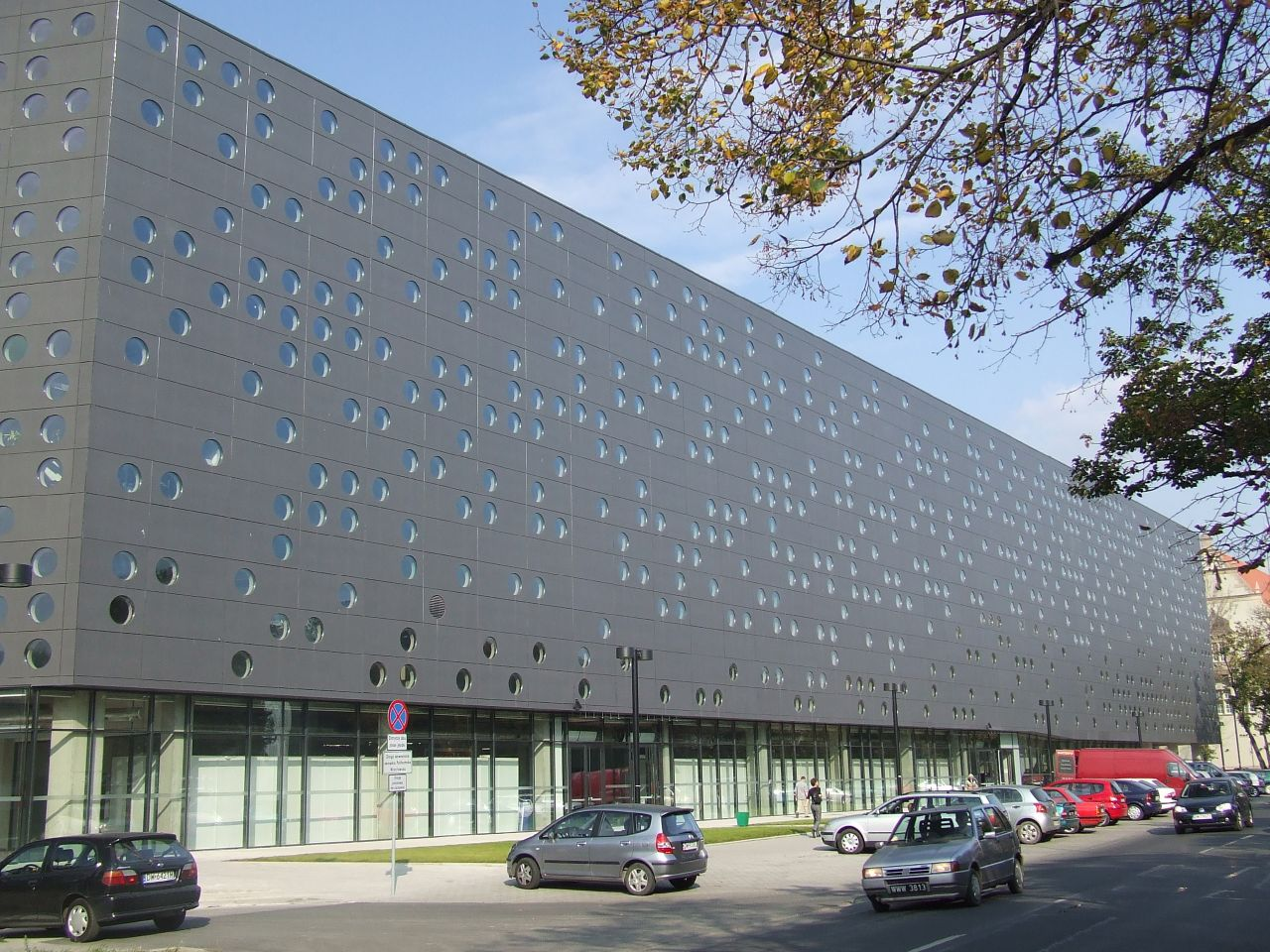
Zintegrowane Centrum Studenckie PWr. przy Wybrzeżu Wyspiańskiego

Jeszcze przed II wojną światową dawna Ufer Gasse została skrócona, obejmowała od tego czasu tylko odcinek pomiędzy dzisiejszym mostem Pokoju a mostem Grunwaldzkim (dziś patronem tego odcinka jest Fryderyk Joliot-Curie) – ulica Fryderyka Joliot-Curie, zaś odcinek wschodni (czyli ten, który dziś w całości pokrywa się z Wybrzeżem Wyspiańskiego) nazwany został Helmuth Brückner Ufer. Najstarszym zachowanym tu do początków XXI wieku budynkiem była kamienica na posesji nr 11-12 (pochodziła z I połowy XIX wieku), zaś najnowszym – oddane do użytku latem 2006 roku Zintegrowane Centrum Studenckie Politechniki Wrocławskiej (W. Wyspiańskiego nr 23-25, bud. C-13). Kontrowersyjna kamienica – zrealizowany w 1996 budynek plombowy według projektu arch. Wojciecha Jarząbka – na posesji nr 36 zdobyła kilka nagród i wyróżnień architektonicznych.